# برام ديكسترا
برام ديكسترا (بالإنجليزية: Bram Dijkstra)‏ هو صحفي أمريكي، ولد في 5 يوليو 1938.